# Afula
Afula of Afoela (Hebreeuws: עפולה) is een stad in de vlakte van Jizreël in Noord-Israël.
De plaats ligt te midden van landbouwgebied, ten zuiden van Nazareth in Laag-Galilea dicht bij de Groene grenslijn met de Westelijke Jordaanoever. In 2013 telde Afula ongeveer 42.770 inwoners.

## Geschiedenis
Bij archeologische opgravingen zijn vondsten gedaan uit de Kanaänitische tijd. El'Afuleh was A small village of mud in the plain, supplied by two wells. This is possibly the Ophlah of the lists of Thothmes III. Mogelijk lag de plaats Ofel, die in het Bijbelboek Richteren wordt genoemd, op ongeveer dezelfde plek als het huidige Afula. Het woord ofel betekent (vesting)toren.
Saladin stichtte hier een plaats die Al-Affulah heette, en die later Al-Fulah werd genoemd. De kruisvaarders bouwden hier de burcht La Feve. Napoleon Bonaparte heeft hier tijdens zijn veldtocht door Palestina ook nog gebivakkeerd. Al-Affulah was een verbindingsplaats van de spoorlijn tussen Damascus en Tel Aviv.

### Vanaf 1900
In 1872 had de Arabische zakenman Elias Soersoek (naam ook geschreven als Ilyas Sursuq) uit Beiroet in de Vlakte van Jizreël 230 km² grond gekocht van de Ottomaanse staat. In 1910 verkocht Soersoek zijn landerijen rond Al-Fulah aan het Joods Nationaal Fonds. De boeren weigerden het verkochte land te verlaten en voerden rechtszaken tegen de verkoop met hulp van de Syrische politicus Shukri al-Asali, die deze zaak gebruikte om een nationalistische campagne tegen de Joden te voeren bij de Ottomaanse verkiezingen van 1911. De boeren werden door de rechtbank in Istanboel in het ongelijk waren gesteld en werden door de Ottomaanse gouverneur van het bezette land verwijderd.
De AMZIC (the American Zionist Commonwealth) ontwierp met behulp van Richard Kaufmann een plan voor een nieuwe tuinstad, Afula, voor Joodse Poolse en later ook Amerikaanse immigranten. Die stad moest een centrumfunctie krijgen voor de Jizreelvallei en Tel Aviv evenaren. De AMZIC bracht fondsen bijeen. Ook ten tijde van het Britse mandaat vonden verkopen door Soersoek aan het Joods Nationaal Fonds plaats. Verschillende Palestijnse pachters werd nu de pacht opgezegd waardoor zij genoodzaakt waren ten vertrekken. Van de ongeveer 130 families vertrok slechts een kwart uit vrije wil met een handgeld van 5 à 20 Britse ponden. De Britten boden de overige families hulp en alternatieve landerijen aan, maar dit werd afgewezen. De verkoop leidde tot een demonstratie waarbij stenen werden gegooid en een Arabische pachter werd gedood. De Britse politie arresteerde de daders die, hoewel ze beschuldigd werden van moord, in hoger beroep werden vrijgelaten. De hier gebouwde stad (1925) werd echter niet zo groot als gepland.

### Vanaf 1948
Na de Arabisch-Israëlische Oorlog van 1948 kwam Afula in Israël te liggen. Het werd door de Groene Lijn gescheiden van Jenin, dat op de door Transjordanië bezette Westelijke Jordaanoever kwam te liggen. Na de Zesdaagse Oorlog van 1967 en de militaire bezetting door Israël zijn in en nabij Afula aanslagen gepleegd waarbij de daders veelal afkomstig waren uit Palestijns gebied. In 1994 werd de eerste zelfmoordaanslag gepleegd op een autobus in Afula, waarbij 8 mensen om het leven kwamen en 50 mensen gewond raakten. Dit was de start van een campagne van Hamas en de Qassam-brigades om de vredesbesprekingen tussen Israël en de PLO, die eind 1993 in Oslo waren begonnen, te verstoren. De aanleiding was het bloedbad in Hebron op 25 februari 1994 in de Ibrahimimoskee.
Tijdens de Tweede Intifada werd Afula door meerdere aanslagen getroffen. Op 27 november 2001 pleegde de Islamitische Jihad samen met de Al-Aqsa Martelarenbrigade een aanslag op het busstation. Hierbij kwamen 2 burgers om het leven en vielen 48 gewonden. Op 5 maart 2002 en 20 maart 2002 vonden in Afula wederom zelfmoordaanslagen in bussen plaats, waarbij 8 doden en tientallen gewonden vielen. Op 20 mei 2002 blies een aanslagpleger onderweg naar Afula zich voortijdig op In 2003 werd een aanslag op het winkelcentrum van Afula gepleegd, waarbij 3 mensen om het leven kwamen en 48 gewond raakten.

## Inwoners
In 1922 had Affuleh, volgens de eerste Britse volkstelling van Palestina in het Mandaatgebied Palestina 563 inwoners: 471 moslims, 62 christenen, 28 joden en 2 Baha'i. Van de christenen waren 61 orthodox en was er één Melkiet
In 1945 bestond de bevolking uit 2.300 Joden en 10 moslims

## Joodse karakter
Joodse inwoners van Afula keren zich langzamerhand steeds meer tegen Arabisch-Israëlische inwoners. Als die in Afula willen komen wonen, worden ze bestempeld als 'indringers'. In september 2018 opende de politie een onderzoek naar anti-Arabische graffiti 'Dood aan Arabieren' op de deur van een inwoner van Afula. In juni 2019 was er door de politieke partij Otzma Yehudit een demonstratie tegen de verkoop van een huis aan een Arabische familie georganiseerd, waarin door de extremistische Lehavagroep met Israëlische vlaggen werd gezwaaid. De burgemeester en de gemeenteraadsleden van Afula voegden zich bij de demonstranten. Gemeenteraadslid Itai Cohen zei dat "de gemeente verzekerd wil blijven van het Joodse karakter van Afula, en die wil behouden.". Eerder, eind mei 2019 had de Officier van Justitie Mandelblit de houding van de gemeenteraad van Afula ongeldig en 'racistisch' genoemd, waarop de gemeenteraad verklaarde niet te zullen toestaan dat pogingen van Arabieren en linkse Knessetleden het Joodse karakter van de stad zouden veranderen.

## Stedenbanden
- Fresno (Verenigde Staten)
- Ingelheim am Rhein (Duitsland)
- New Haven (Verenigde Staten)
- Osnabrück (Duitsland)
- Santa Fe (Argentinië)

## Geboren
- Uri Ariel (1952), politicus en vredesactivist
- Yair Qedar (1969), filmmaker
- Dana Nechushtan (1970), regisseur
- Samuel Scheimann (1987), voetballer